# Linnégatan
A Linnégatan - em português Rua de Lineu - é uma prestigiada rua da cidade de Gotemburgo, na Suécia. 
A rua tem 1,1 km de comprimento e segue a orientação norte-sul, começando em Järntorget e terminando em Linnéplatsen e Slottsskogen. 
É uma artéria movimentada com muitos restaurantes, cafés e lojas. Entre os pontos em destaque desta rua  podem ser citados:
- Viktoriaskolan - antiga escola construída em 1875
- Linnéakyrkan - igreja baptista edificada em 1903
- Villa Ideborg - edifício tradicional de madeira construído em 1898
- Cafés e restaurantes - Condeco, Rumpan Bar, Istället, Bitter, Ish, Linnéterrassen, Hagabions café (vegetariano) e Mykonos (grego).
- Cinemas - Hagabion (instalado na Viktoriaskolan)